# That Green Gentleman (Things Have Changed)
«That Green Gentleman (Things Have Changed)» — третий сингл Panic! at the Disco из альбома Pretty. Odd. Песня неоднократно исполнялась до выхода альбома и является самой главной композицией после «Nine in the Afternoon».

## Список композиций

### UK Digipak CD single
1. «That Green Gentleman (Things Have Changed)»
2. «She Had the World» (Alternate version)

### US Грампластинка
1. «That Green Gentleman (Things Have Changed)»
2. «When the Day Met the Night»

### США Промосингл
1. «That Green Gentleman (Things Have Changed)» (Album version) — 3:15

## Видео
Видео было записано в рамках контракта с компанией Nokia, которая спонсировала работу режиссёра и рекламу. Премьера клипа состоялась на nokiaUSA.com.
Главными героями клипа являются сами участники группы и их копии восьмилетнего возраста. И те, и другие путешествуют по необычной реальности в рамках видео.

## Профессиональные рейтинги
| Chart (2008)           | Peak position |
| ---------------------- | ------------- |
| U.S. Hot Singles Sales | 5             |
| UK Singles Chart       | 96            |